# Gærsvamp
Gærsvampe er eukaryote mikroorganismer klassificeret i riget Fungi med omkring 1.500 beskrevne arter. Gærsvampe tilhører ikke en enkelt taksonomisk enhed, men er placeret i to rækker: Ascomycota og basidiomycota. De er encellede og formerer sig oftest ved knopskydning. Gærsvampe har en størrelsesorden på 5-10 μm og findes overalt i naturen, men specielt i tilknytning til søde frugter, nektar m.m. Den arvelige information, der findes i DNA hos en gærcelle, er dog 250 gange mindre end hos den humane DNA . Gær findes i naturen, oftest steder hvor sukkerindholdet er højt. F.eks. på saftindholdende frugter og på planter hvor sukkeret i plantesaften er højt (her er der tale om udvindelse af fructose).
Gærsvampe kan normalt leve både anaerobt og aerobt. Ved mangel på ilt kan nogle gærsvampearter producere energi ved gæring (alkoholfermentering), hvor gærsvampene nedbryder sukker til kuldioxid, ATP (energi) og ethanol (alkohol).
Med glukose er gæringsprocessen:
C6H12O6 (glukose) + 2ADP + 2Pi → 2C2H5OH + 2CO2 + 2ATP
Ved ølbrygning og vinfremstilling udnyttes ethanolen, og ved bagning udnyttes kuldioxiden til hæving, mens alkoholen fordamper. En gærcelle kan på en time omdanne en mængde glukose svarende til sin egen vægt.
Den ølgær, bagegær og anden kulturgær der anvendes henføres oftest til arten Saccharomyces cerevisiae og beslægtede arter. Danskeren Emil Christian Hansen fra Carlsberg Laboratorium udviklede i 1883 en metode til rendyrkning af gær, hvilket var et enormt fremskridt indenfor bl.a. ølbrygning.
Den første nedskrevne beretning om brygning er 6000 år gammel, og gær i bagning blev, så vidt vides, anvendt første gang i Ægypten for 5000 år siden.
I dag anvendes gærarter der er blevet fremavlet, f.eks. Saccharomyces carlsbergensis fra Carlsberg bryggeri.
Når gærsvampe befinder sig i et miljø, hvor der er meget sukker, formerer de sig hastigt ved knopskydning (anamorft). Derimod vil de i stedet gå over til kønnet formering (teleomorft) og danne bittesmå sporer inde i den enkelte celle, hvis der mangler sukker. Både bagegær og andre, nærtstående slægter har denne evne til en primitiv form for kønnet formering. Derfor samles de ofte i en særlig afdeling af gærsvampene, Hemiascomycotina.
Selv blandt de højere udviklede svampe kan man fremkalde gærfase (gæragtig formering) i et miljø som er iltfattigt, men CO2-rigt. Meget tyder derfor på, at gærfasen er en overlevelsesstrategi, som svampene griber til under stress.
En anden bioteknologisk anvendelse af gærsvampe, er til fremstilling af medicin. Novo Nordisk anvender gensplejset gær til at fremstille hormonet insulin. Gær, især Saccharomyces cerevisiae, har i mange år været brugt som biologisk modelorganisme for eukaryote organismer. S. cerevisiae var den første eukaryote organisme hvis genom blev fuldstændig sekventeret.

## Patogene gærsvampe
Visse gærsvampe er opportunistiske patogener og kan således fremkalde sygdom hos mennesker med kompromitteret immunsystem. Eksempelvis fører infektion med visse arter i slægten Cryptococcus til sygdommen cryptokokkose, mens infektion med visse arter i slægten Candida medfører sygdommen candidiasis. Den mest velkendte art i Candida slægten der forårsager sygdom hos mennesker er Candida albicans.